# كريستوفر هوبان
كريستوفر هوبان (بالإنجليزية: Christopher Hoban)‏ هو ضابط شرطة أمريكي، ولد في 7 مايو 1962 في بروكلين في الولايات المتحدة، وتوفي في 18 أكتوبر 1988 في مانهاتن في الولايات المتحدة.